# Mere Brow
Mere Brow – wieś w Anglii, w hrabstwie Lancashire, w dystrykcie West Lancashire. Leży 49 km na północny zachód od miasta Manchester i 304 km na północny zachód od Londynu. W 2001 miejscowość liczyła 5350 mieszkańców.